# دنیای آب
دنیای آب (به انگلیسی: Waterworld) فیلمی پسا-رستاخیزی علمی-تخیلی محصول سال ۱۹۹۵ آمریکا به کارگردانی کوین رینولد و نویسندگی دیوید تویی و پیتر ریدار است. در این فیلم بازیگرانی همچون کوین کاستنر، دنیس هاپر، تینا میجرینو، مایکل جیتر و جین تریپل‌هورن ایفای نقش کرده‌اند. داستان فیلم در مورد آینده‌ای حرف می‌زند که دیگر خشکی وجود ندارد و تمام دنیا پوشیده از آب خواهد شد و دیگر انسان‌ها برای زنده ماندن و زندگی کردن باید توانایی تنفس در آب و شناکردن دائمی را داشته باشند.

## بازیگران
- کوین کاستنر - دریانورد
- دنیس هاپر - خادم کلیسا
- جین تریپل‌هورن - هلن
- تینا میجرینو - انولا
- مایکل جیتر - گریگور قدیمی